# واي بي أف بي

شعار واي بي أف بي

( واي بي أف بي ) (بالإنجليزية :YPFB) شركة حقول النفط المالية البوليفية هي شركة مملوكة للدولة البوليفية مكرسة لاستكشاف واستغلال وتكرير وتكرير وتصنيع وتوزيع وتسويق النفط والغاز الطبيعي والمنتجات المشتقة. تم إنشاؤه في 21 ديسمبر 1936 بموجب مرسوم حكومي خلال رئاسة ديفيد تورو . واي بي أف بي هي واحدة من أكبر الشركات في بوليفيا .

## التاريخ
تم إنشاء واي بي أف بي في عام 1936 كشركة بنزين مملوكة للدولة وتديرها. خلال الرئاسة الأولى لـ غونزالو سانشيز دي لوسادا ، تم تشكيل شركات النفط المرسملة من عقارات واي بي أف بي في ظل إصلاح الرسملة ( الخصخصة ). كانت الشركات مملوكة بنسبة 80 في المائة من قبل مستثمرين من القطاع الخاص المباشر و 20 في المائة من قبل جميع مواطني بوليفيا الذين تزيد أعمارهم عن 21 عامًا والمقيمين في بوليفيا. كان هذا هو الحال أيضًا مع رسملة الشركات الأربع الرئيسية الأخرى المملوكة للدولة. ظلت واي بي أف بي في ذلك الوقت كشركة خدمات مملوكة للدولة لقطاع الهيدروكربونات.
منذ انتخاب الرئيس إيفو موراليس ، تم تأميم شركات النفط الكبيرة. تمت إعادة الملكية الكاملة للشركات إلى الدولة، وتمت إعادة السيطرة الكاملة على تطوير واستخراج وتسويق أسواق النفط والغاز الطبيعي في بوليفيا إلى كل شركة.

## روابط خارجية
- الموقع الرسمي [باللغة الإسبانية]